# Pozondón
Pozondón és un municipi d'Aragó situat a la província de Terol i enquadrat a la comarca de la Serra d'Albarrasí. La temperatura mitjana anual és de 9,4 °C i una precipitació de 600 mm.
]